# Оом, Фёдор Адольфович
Фёдор Адольфович Оом (1826—1898) — один из воспитателей детей Александра II, состоял при великом князе Николае Александровиче, а затем при его брате великом князе Александре Александровиче.

## Биография
Родился 31 июля (12 августа) 1826 года в Санкт-Петербурге, в здании Императорской академии художеств, где его отец, Адольф Адольфович (Вильгельм-Адольф) Оом (1791—1827), «принадлежавший к старейшим патрициям Ревеля, <…> но вследствие неудачных коммерческих операций, лишился всего и принуждён был оставить дела и даже место родины» и с 1824 года служил учителем и надзирателем. Мать Ф. А. Оома — Анна Фёдоровна Фурман (1795—1850), была сестрой сенатора и тайного советника Романа Фёдоровича Фурмана (1784—1851) и декабриста Андрея Фёдоровича Фурмана (1795—1835); воспитывалась в доме А. Н. Оленина, где её руки безуспешно добивался Н. И. Гнедич, но она, уехав к отцу в Дерпт, в 1821 году в Ревеле вышла замуж за А. А. Оома, который к тому времени имел от первого брака шестилетнего сына. Сестра матери, Елизавета, в 13 лет была выдана замуж в Киев за Бунге и у неё родились сыновья, двоюродные братья Ф. А. Оома Фёдор Андреевич и Александр Андреевич Бунге. После смерти мужа, в апреле 1827 года Анна Фёдоровна Оом была назначена главной надзирательницей Воспитательного дома Португальский моряк и астроном Фредерику Аугушту Оом, который в 1859—1863 годах стажировался в Пулковской обсерватории, а затем стал первым директором Лиссабонской обсерватории, приходился им всем дальним родственником (его отец был четвероюродным братом Фёдора Адольфовича).

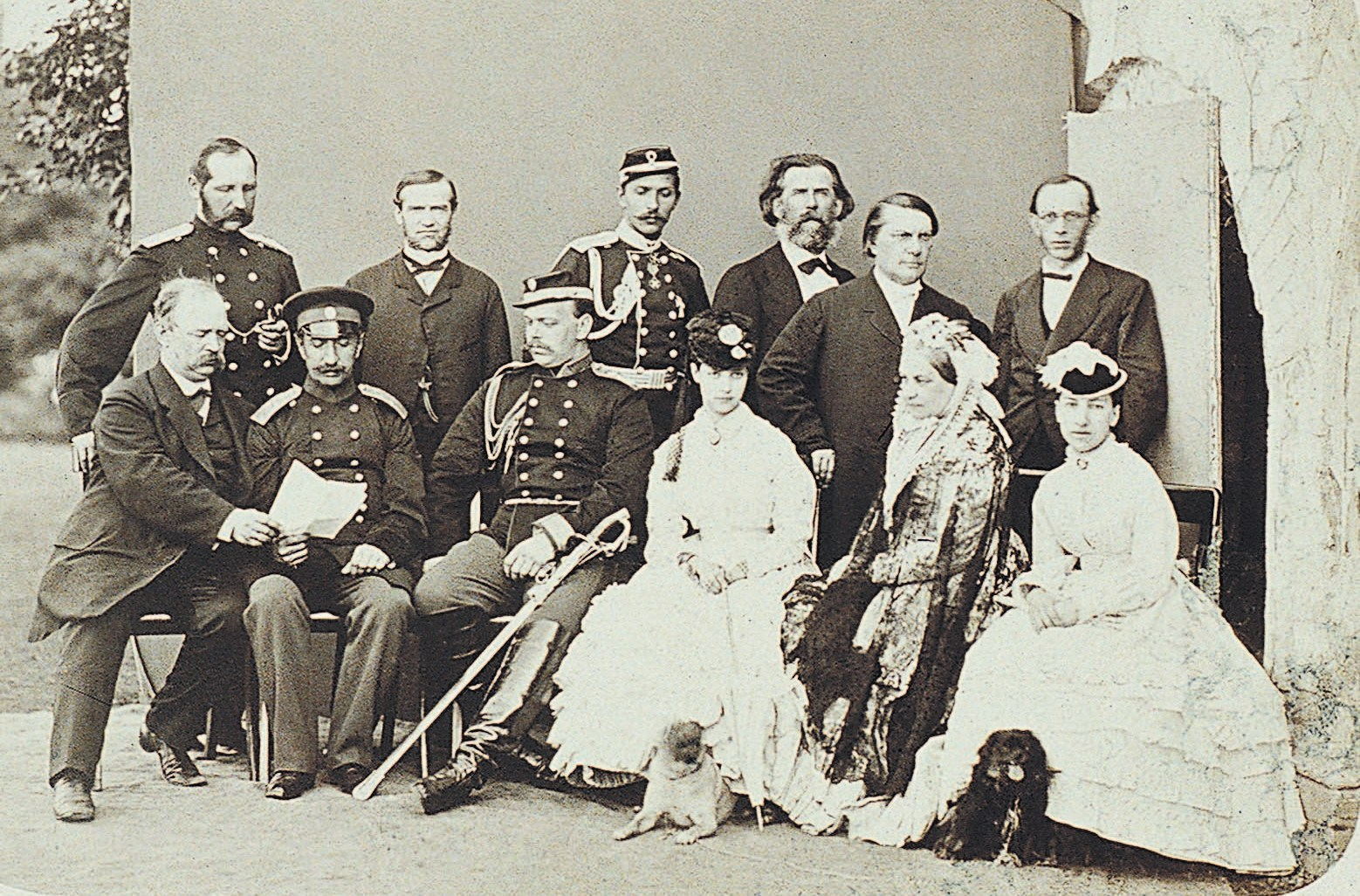
Ф. А. Оом (во втором ряду второй слева) в свите цесаревича Александра (1869)

Учился во 2-й Санкт-Петербургской гимназии (вып. 1846) и Императорском университете (1846—1850); в обеих был стипендиатом И. А. Крылова, который был крёстным отцом Фёдора Адольфовича. После окончания университета он был определён помощником столоначальника Конторы двора наследника цесаревича; с февраля 1855 года состоял при воспитателе детей Александра II, генерал-адъютанте Зиновьеве.
Был секретарём императрицы. Был награждён российскими орденами до ордена Св. Александра Невского включительно (09.04.1889) с бриллиантовыми знаками к нему (17.04.1894).
Умер 23 июня (5 июля) 1898 года в чине действительного тайного советника. Похоронен на семейном участке, на Смоленском евангелическом кладбище.

## Семья
Жена — Пелагея Александровна Очкина (1837—1863), дочь писателя и переводчика Амплия Николаевича Очкина. Их сын, Фёдор Фёдорович Оом (1863—1945) — гофмейстер, тайный советник, сенатор.